# Поліп

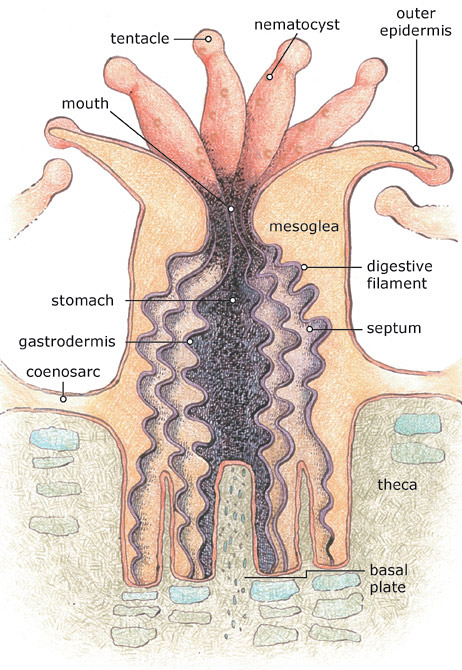
Анатомія коралового поліпа

Полі́п (з грец. polýpus, досл. «багатоногий») — безстатева стадія розвитку або життєва форма типу Кнідарій. Поліпи ведуть зазвичай прикріплений спосіб життя, рідше вільноживучі. Живуть поодинці або колоніями. Також, утворюють поліморфічні колонії.
У представників класу Anthozoa, який охоплює морські анемони та корали, індивідуум — завжди поліп; у класу Гідроїдні (Hydrozoa), проте, індивідуум є або поліпом, або медузою.
Розміри від декількох міліметрів до кількох метрів (рідко). Переважно морські організми (окрім гідр і близьких до них форм), які ведуть зазвичай прикріплений спосіб життя. Тіло зазвичай циліндричне. На верхній стороні тіла — рот, оточений щупальцями; нижня сторона (підстава) служить «підошвою», що прикріплює поліп до субстрату (у одиночних форм), або сполучена з тілом (столоном) колонії. Багато поліпів мають твердий зовнішній або внутрішній скелет, органічний або вапняний. Рухи поліпа зазвичай обмежені витягуванням і скороченням тіла і щупалець, деякі одиночні поліпи (гідри, актинії) можуть поволі пересуватися субстратом. У метагенетичних (див. Чергування поколінь) форм кнідарій (у гідроїдних, окрім гідр, і сцифоїдних) поліп є безстатевим поколінням, оскільки здатний до розмноження тільки брунькуванням або поперечним діленням і утворює або подібних до себе поліпів, або медуз. У гомогенетичних форм (гідри, коралові поліпи) поліпи здатні розмножуватися також статевим шляхом з утворенням із яєць личинок — планул, що перетворюються на поліп. Статеві залози поліпа, що є тільки у гомогенетичних форм Кнідарій, розташовуються в ектодермі (у гідр) або в ентодермі (у коралових поліпів). Статеві продукти виходять назовні через розриви стінок гонад. У деяких актиній всі стадії розвитку проходять в кишковій порожнині материнського організму, та молоді особини виводяться назовні через рот.

## Анатомія
Тіло поліпа можна грубо порівняти за структурою з мішечком, стінка якого складається з двох шарів клітин. Зовнішній шар відомий як ектодерма, а внутрішній шар — як ентодерма. Між ектодермою й ентодермою розміщена мезоглея (підтримуючий шар безструктурної желатинової субстанції), яка виділяється внутрішніми шарами стінки тіла. Мезоглея може бути дуже тонким шаром, але може досягати суттєвої товщини та містити скелетні елементи, сформовані клітинами, які перемістилися сюди з ектодерми.
Мішечкоподібне тіло, утворене таким чином, прикріпляється зазвичай до якогось міцного об'єкта його нижнім кінцем, і носить на передньому кінці рот, якого оточує кільце щупалець, подібних до пальців рукавички. 
Щупальця — органи, які служать як для дотикового чуття, так і для захоплення їжі. Щупальця щільно вкриті жалячими клітинами або нематоцидами, за допомогою яких поліп міцно утримує і водночас паралізує або вбиває живі організми різних видів. За допомогою подовжньої м'язової волокнини, сформованої клітинами ектодерми, щупальця стискаються і супроводжують їжу до рота. Завдяки кільцевому розташуванню м'язової волокнини, щупальця можуть бути розтягнуті або засунені після скорочення. Завдяки м'язовим волокнам, що належать до того ж двом системам, ціле тіло може бути стиснуте або виструнчене.
У тілі поліпа можна розрізнити колонку, круглу або овальну в розрізі, що формує стовбур і спирається основою або ногою та увінчаний короною щупалець, які охоплюють область перистому, в центрі якої — рот. 
Як правило, в тілі немає ніякого іншого отвору окрім рота, але в деяких випадках вивідні пори залягають у нозі, або можуть залягати на кінцівках щупалець. Тому очевидно, що поліп — тварина дуже простої структури, яка не змінилася значно протягом близько пів мільярда років (за загальноприйнятим датуванням кембрійських осадів), іноді їх називають «живими копалинами».

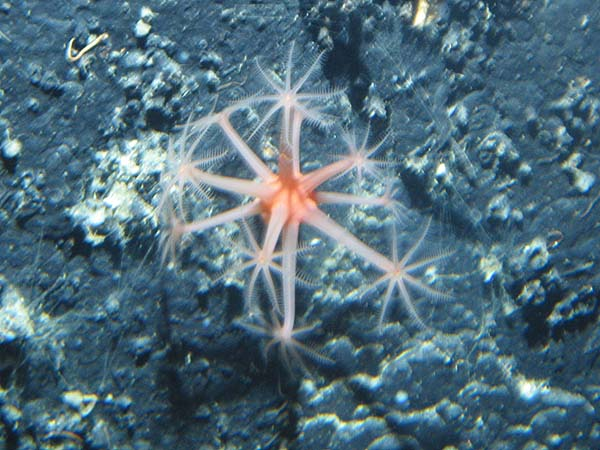
Молода колонія поліпів в розвитку

Зовнішня форма поліпа значно варіює в різних випадках. Стовбур буває довгим і струнким, або настільки коротким у вертикальному напрямі, що тіло стає дископодібним. Щупалець може бути багато сотень або дуже мало, в окремих випадках тільки одне або два. Вони бувають довгі та волокнисті, або нитчасті й скорочені до опуклостей або бородавок. Вони можуть бути прості та без гілок, або можуть бути перисті. Рот — горизонтальний оточений перистомою, або — випнутий і воронкоподібний. Що стосується внутрішньої структури, то поліпи виказують два виразні види організації, кожна з яких характерна одному з двох класів, Гідроїдні (Hydrozoa) і Anthozoa.

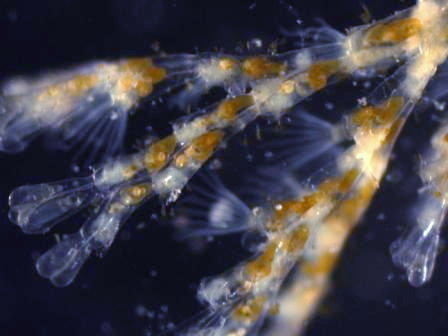
Колонія поліпів

У класу Гідроїдні, поліпи часто є дуже простими, подібно до поширених маленьких прісноводих різновидів Гідри. Поліпи Anthozoa, зокрема корали й морські анемони, значно складніші завдяки розвитку трубчастого Stomodeum, що веде всередину від рота і ряд бриж (радіальних розділень). Багато з бриж випинаються в черевній западині, але деякі тягнуться від стінки тіла до центрального Stomodeum.

## Розмноження
Майже універсальною властивістю поліпів є розмноження не статевим шляхом, а брунькуванням. Цей метод розмноження може комбінуватися зі статевим розмноженням, або може бути єдиним методом, яким поліп творить потомство, якщо в нього немає статевих органів. У багатьох випадках бруньки сформовані не окремо від батьківського поліпа, а залишаються з'єднаними з ним, тому колонії, що формуються, які можуть досягати великих розмірів і містити величезну кількість особин. Невеликі відмінності в методі брунькування призводять до великих варіацій форм колоній. Корали, що утворюють рифи — це колонії поліпів, посилені скелетом.

## Етимологія
Назву «поліп» ці організми отримали від їхньої передбачуваної схожості до восьминога (фр. poulpe), з колом звивистих рук навколо рота. Це порівняння відрізняється від загальної назви «корали-комахи», що застосовується до поліпів, які утворюють корали. Подібно до них зоряно у формі.